# Maganes
Maganes es una parroquia del concejo asturiano de Cangas del Narcea (España).

## Entidades de población
La parroquia cuenta con las siguientes entidades de población, con el tipo de población según el Nomenclátor de la Sociedad Asturiana de Estudios Económicos e Industriales, la toponimia asturiana oficial en asturiano y la población según el Instituto Nacional de Estadística:
| Localidad   | Nombre oficial (en asturiano) | Tipo de población | Habitantes (INE, 2020) |
| Luarnes     | Ḷḷugarnes                     | Aldea             | 6                      |
| Ordiales    | Ordiales                      | Casería           | 11                     |
| Soucedo     | Soucéu                        | Casería           | 6                      |
| Valleciello | Vaḷḷicieḷḷu                   | Aldea             | 10                     |